# فيكتور جاربر (سياسي)
فيكتور جاربر (بالإنجليزية: Victor Garber)‏ هو سياسي أمريكي، ولد في 14 سبتمبر 1919 في الولايات المتحدة. حزبياً، نشط في الحزب الديمقراطي والحزب الجمهوري. وقد انتخب عضو مجلس ولاية وايومنغ.